# Dogger Bank
Dogger Bank (niz. Doggersbank, njem. Doggerbank, dan. Doggerbanke) veliki je pješčani sprud u plitkom području Sjevernog mora oko 100 km od istočne obale Engleske.
Tijekom posljednjeg ledenog doba obala je bila dio velike kopnene mase koja je povezivala kopno Europe i Britansko otočje, danas poznatog kao Doggerland. Ribari ga već dugo poznaju kao produktivnu ribarsku poštu; dobio je ime po doggerima, srednjovjekovnim nizozemskim ribarskim brodovima koji su se posebno koristili za lov bakalara.
Početkom 21. stoljeća to je područje identificirano kao potencijalno mjesto za treću vjetroelektranu u Ujedinjenom Kraljevstvu, vjetroelektranu Dogger Bank.

## Ime
Ime Dogger Bank prvi put je zabilježeno sredinom 17. stoljeća. Vjerojatno potječe od riječi "dogger" koja se koristila za brod s dva jarbola tipa koji je u srednjem vijeku lovio ribu na tom području. Područje ima slične nazive na nizozemskom, njemačkom, švedskom i danskom.

## Geografija
Banka se prostire na oko 17600 km2, s dimenzijama od oko 260 za 100 km. Dubina vode kreće se od 15 to 36 metara, oko 20 metara pliće od okolnog mora.

### Geologija
Geološki, obilježje je najvjerojatnije morena, nastala tijekom Pleistocena. U različitim vremenima tijekom posljednjeg ledenog doba bilo je spojeno s kopnom ili otokom. Obala je bila dio velike kopnene mase, sada poznate kao Doggerland, koja je povezivala Britaniju s europskim kopnom sve dok nije bila potopljena neko vrijeme nakon završetka posljednjeg glacijalnog razdoblja.
Ribarske koće koje rade na tom području iskopale su velike količine močvarnog treseta, ostatke mamuta i nosoroga, a povremeno i paleolitske lovne artefakte.
Potres na Dogger Banku 1931. dogodio se ispod plićaka, jačine 6,1 po Richteru i bio je najveći potres ikada zabilježen u Ujedinjenom Kraljevstvu. Njegov hipocentar bio je 23 km ispod dna mora, a potres se osjetio u zemljama diljem Sjevernog mora, prouzročivši štetu diljem istočne Engleske.
Južno od Dogger Banka nalazi se Cleaver Bank.

## Pomorske bitke i incidenti
- Bitka kod Dogger Banka (1696.), tijekom Devetogodišnjeg rata francuska flota pod zapovjedništvom Jeana Barta pobijedila je brodove nizozemskih snaga od pet brodova i konvoj koji je pratila.
- Bitka kod Dogger Banka (1781.), tijekom Četvrtog Anglo-nizozemskog rata, eskadra Kraljevske mornarice borila se protiv nizozemske eskadre 5. kolovoza 1781.
- Incident kod Dogger Banka, tijekom rusko-japanskog rata, ruski mornarički brodovi otvorili su vatru na britanske ribarske brodove u području Dogger Banka 21. listopada 1904., zamijenivši ih s japanskim torpednim čamcima.
- Bitka kod Dogger Banka (1915.) i Bitka kod Dogger Banka (1916.), tijekom Prvog svjetskog rata, vodile su bitke između Kraljevske mornarice i njemačke flote otvorenog mora.

Na obali leži nekoliko olupina brodova. Godine 1966. njemačka podmornica U-Hai, njemačka podmornica tipa XXIII, potonula je tijekom olujnog udara. Poginulo je 19 od 20 ljudi, jedna od najgorih mirnodopskih pomorskih katastrofa u njemačkoj povijesti.

## Ekologija
Obala je važno ribolovno područje, gdje se bakalar i haringa love u velikom broju. Dogger Bank je identificiran kao oceansko okruženje koje pokazuje visoku primarnu produktivnost tijekom cijele godine u obliku fitoplanktona. Kao takvo, predloženo je da se ovo područje proglasi Morskim prirodnim rezervatom.Prema zakonodavstvu Europske unije, zaštićeno područje podijeljeno je između nekoliko zemalja, uključujući UK.

### Koćarenje i zaštićena područja
U rujnu 2020. Greenpeace je ispustio nekoliko granitnih gromada sa svog broda Esperanza na područje Dogger Bank. Zabrinutost je podignuta kada je supertrawler viđen u blizini obale Yorkshirea. Akcija koju je poduzeo Greenpeace imala je podršku nekih od onih koji se bave ribolovom. Velike granitne stijene bezopasne su za morski život i površinski ribolov, ali se zapliću u opterećene mreže pridnenih koćarica, ometajući ribolov. Glasnogovornik Greenpeacea rekao je:

## Vjetroelektrana i enegretsko čvorište
Dogger banka odabrana je za offshore vjetroelektrane jer je daleko od obale, izbjegavajući tako pritužbe na vizualni utjecaj vjetroturbina. Ipak, voda je dovoljno plitka za tradicionalne dizajne vjetroturbina s fiksnim temeljima. Vjetroturbine s fiksnim temeljima ekonomski su ograničene na maksimalnu dubinu vode od 40 do 50 metara; na većim dubinama vode potrebni su novi dizajni plutajućih vjetroturbina, čija izgradnja trenutno košta znatno više.
U siječnju 2010. licenca za razvoj vjetroelektrane na Dogger Banku dodijeljena je Forewindu Ltd, konzorciju developera. Prvobitno predviđeno za proizvodnju do 9 gigavata energije kao dio planiranog projekta devet zona od 32 gigavata, plan je kasnije smanjen na instalaciju od 7,2 gigavata u dogovoru s vlasnikom područja Crown Estates.
Izgradnja je trebala započeti najranije oko 2014., ali je više puta odgađana.
Nizozemski, njemački i danski operateri električne mreže surađuju u projektu izgradnje kompleksa North Sea Wind Power Hub na jednom ili više umjetnih otoka koji će se izgraditi na Dogger Banku kao dio europskog sustava za održivu električnu energiju. Na energetskom forumu Sjevernih mora u Bruxellesu 23. ožujka 2017. Energinet.dk će potpisati ugovor o radu s njemačkim i nizozemskim ograncima TenneT-a; nakon toga će se izraditi studija izvodljivosti.

## Vanjske poveznice
|  | Zajednički poslužitelj ima još gradiva o temi Dogger Bank |